# Borough of Basildon
Borough of Basildon är ett distrikt (motsvarande kommun) i grevskapet Essex i England, Storbritannien. Distriktet har 188 848 invånare (2022).
Större orter förutom huvudorten Basildon är Billericay och Wickford.

## Civil parishes
Staden Basildon ingår inte i någon civil parish. Resterande del av distriktet är indelat i nio civil parishes:  Billericay, Bowers Gifford and North Benfleet, Great Burstead and South Green, Little Burstead, Noak Bridge, Ramsden Bellhouse, Ramsden Crays, Shotgate samt Wickford.